# Букетов, Евней Арстанович
Евней Арстанович Букетов (каз. Евней Арыстанұлы Бөкетов, 23 марта 1925, Баганаты, Киргизская АССР — 13 декабря 1983, Караганда) — советский казахстанский учёный в области химии и металлургии, писатель, академик АН Казахской ССР (1975), доктор технических наук (1967), профессор, лауреат Государственной премии СССР (1969), член Союза писателей СССР (1971).

## Биография
Евней Арстанович Букетов родился 23 марта 1925 года в семье крестьянина-землепашца в ауле Баганаты Марьевской волости Кокчетавского уезда Акмолинской губернии Киргизской АССР РСФСР СССР, ныне село расположено в Городецком сельском округе района Шал акына Северо-Казахстанской области Республики Казахстан. По воспоминаниям Камзабая Букетова, брата Евнея Букетова, Евней родился в зимовье Алыпкаш, той же волости; зимовье относилось к аулу Баганаты и состояло из трех небольших аулов. Ныне аул Алыпкаш не существует был расположен на правом берегу реки Ишим, на противоположном берегу от села Коноваловка, вблизи аула Каратал. Мулла нарёк имя младенцу Ибн-Габиден, но родители называли его Ебней-Габиден, а в документах впоследствии он записан как Евней. Сам Евней Букетов в автобиографиях указывал, что родился в ауле Баганаты. Происходит из подрода Бәйімбет рода атыгай племени аргын.. В семье появилось 14 детей, из них остались в живых только пятеро.
Летом 1930 года семья, отказавшись вступать в товарищество по совместной обработке земли, переехала в аул Баганаты, а к зиме переехали к родителям жены Арыстана Букетова в аул Акан-Барак Тонкерейского района (ныне район Шал акына).
Весной 1931 года переехали в деревню Мало-Кизякскую (Мандрыгина) Крепостинского сельсовета Мокроусовского района Уральской области (ныне деревня не существует, а Мокроусовский муниципальный округ входит в Курганскую область). Здесь Евней пошёл в школу. Его учительницей была Августа Иустиновна Тарасова, мать генерал-майора Г. Ф. Тарасова. В 1933 году к ним приехали родственники из-за голода в Казахстане. В 1933—34 годах несколько раз меняли место жительства. Евней с 3 класса учился в городе Петропавловске Северо-Казахстанской области, а родители жили в Макушинском зерносовхозе (ныне Макушинский муниципальный округ Курганской области).
В конце 1938 года Букетов с родителями вернулся на родину. Евней Букетов продолжал учёбу в райцентре, селе Марьевка (Мариинское, ныне на дне Сергеевского водохранилища на реке Ишим), но вынужден был после окончания 9 класса в 1941 году, из-за болезни отца, прервать учёбу и поступить на работу. Работал учителем русского языка и литературы в старших классах Ольгинской неполной средней школы. Затем преподавал в школах сёл Соколовка, Двойники, Жалтыр и Городецкое Октябрьского района (ныне район Шал акына). Вёл уроки географии, истории, физики, математики, исполнял обязанности завуча. Весной 1943 года был вызван в военкомат, но был признан негодным к военной службе. В 1944 году был избран секретарем комсомольской ячейки колхоза «Красная планета» (с. Двойники). Учительствовал Евней Арстанович до весны 1945 года и весной экстерном сдал экзамен на аттестат зрелости в Марьевской средней школе.
В 1945 году поступил и в 1950 году окончил Казахский горно-металлургический институт, был оставлен в аспирантуре. Затем он находился на педагогической и научной работе в этом вузе. Защитил кандидатскую диссертацию в 1954 году по проблемам извлечения молибдена и его химического анализа.
С февраля 1954 года он работал ассистентом, а с сентября 1956 года — доцентом кафедры металлургии лёгких и редких металлов Казахского горно-металлургического института. С августа 1958 года по февраль 1960 года он был заместителем директора КазГМИ по учебной работе.
С 1960 директор Химико-металлургического института Академии наук Казахской ССР в Караганде.
В 1962 году получил звание старшего научного сотрудника по специальности «Металлургия цветных металлов». В 1966 году в объединённом Учёном Совете Московского ордена Трудового Красного Знамени Института стали и сплавов он защитил докторскую диссертацию на тему «Извлечение селена и теллура из медеэлектролитных шлаков». В 1967 году Букетов участвовал во Всемирной выставке в Монреале (Канада).
Букетов был удостоен Государственной премии СССР в 1969 году за участие в разработке и внедрении технологии комплексной переработки медных концентратов Балхашского горно-металлургического комбината с применением кислорода на стадии конвертирования с подачей гранулированных джезказганских концентратов в шахтной печи с наклонной решёткой в качестве «холодной присадки».
В 1970 году он избран членом-корреспондентом, а 3 апреля 1975 года — действительным членом (академиком) Академии наук Казахской ССР.
1972 год — член научного совета «Гидрометаллургия» Госкомитета по науке и технике при Совете министров СССР.
С 14 марта 1972 года до середины января 1980 года был ректором Карагандинского государственного университета. В 1979 году в молодёжной газете «Ленинская смена» была опубликована статья «В соавторстве с Хлестаковым». В статье шла речь о том, что Букетов неумеренно себя восхваляет. 18 декабря 1979 года ЦК КП Казахстана принял постановление «О работе ректората и парткома Карагандинского госуниверситета по идейно-политическому воспитанию студентов и по совершенствованию подготовки специалистов в свете требований XXV съезда КПСС» в котором  была подвергнута  критике работа ректората, при этом существенных нарушений выявлено не было. Но Евней Букетов попросил освободить его от обязанностей ректора КарГУ в связи с состоянием здоровья.
В 1978—1982 годах организовал в Караганде I-е и II-е Всесоюзные совещания на тему «Химия и технология халькогенов и халькогенидов».
Много сделано Е. А. Букетовым в области чёрной металлургии. Близкое расположение Темиртау к Караганде сблизило его с металлургами этого города. Большое внимание он уделял ферросплавному производству с точки зрения возможности использования высокозольного угля для рудотермической плавки забалансовых марганцевых руд на комплексные ферросплавы.
После ухода из КарГУ в 1980 году вернулся в Химико-металлургический институт, работал старшим научным сотрудником. В последние годы своей жизни Е. А. Букетов большое внимание уделял получению жидкого топлива (бензина) из высокозольных бурых углей различных месторождений Карагандинского бассейна и создал для этой цели специальную лабораторию. В 1983 году руководство ХМИ предложило Евнею возглавить лабораторию по чёрной металлургии. Он дал согласие.
Евней Арстанович был не только крупным учёным, но и литературным критиком, переводчиком, публицистом, поэтом и писателем. Писал он на русском и казахском языках.
Делегат XIII и XIV съездов Коммунистической партии Казахстана. Кандидат в члены Карагандинского обкома КП Казахстана (1968—1970), член Карагандинского обкома КП Казахстана (1971—1981). Неоднократно избирался депутатом Карагандинского областного Совета (1969, 1973—1980).
Евней Арстанович Букетов скоропостижно скончался 13 декабря 1983 года в городе Караганде Карагандинской области Казахской ССР, ныне Республика Казахстан. Похоронен на <каком?> кладбище города Караганды. Автор надгробного памятника Юрий (Гюнтер) Вильгельмович Гуммель.

## Награды
- Государственная премия СССР в области науки и техники, 1969 год
- Орден Трудового Красного Знамени, 1976 год
- Юбилейная медаль «За доблестный труд. В ознаменование 100-летия со дня рождения Владимира Ильича Ленина, 1970 год
- Почётная грамота Верховного Совета Казахской ССР, дважды[7].

## Память
- Имя Е. А. Букетова присвоено улицам в Петропавловске[8] и Караганде.
- У главного корпуса КарГУ установлен памятник Букетову 12 декабря 2006 года, скульптор Анатолий Петрович Билык, архитектор С. Мордвинцев, материал — бронза, постамент — красный гранит. Караганда, Университетская улица, 28 — 49°46′14″ с. ш. 73°07′29″ в. д.HGЯO[9]
- Бюст, открыт 27 августа 2009 года в сквере, заложенном в память Евнея Букетова в городе Петропавловске Северо-Казахстанской области, ул. Токсан би вблизи с пересечением с ул. Евнея Букетова — 54°51′50″ с. ш. 69°08′41″ в. д.HGЯO[10]
- Мемориальная доска на Химико-металлургическом институте имени Абишева, где он работал в последние годы жизни, установлена в 1985 году, Караганда, ул. Ермекова, 63 — 49°47′08″ с. ш. 73°04′41″ в. д.HGЯO
- Мемориальная доска, установлена 6 апреля 1995 года на стене дома, где жил ученый, Караганда, ул. Ленина, д?
- 19 июня 1992 г. был открыт музей в г. Караганде по ул. Гоголя, 38. Первым директором музея был брат Евнея Арстановича — Камзабай Арстанович. В мемориальном музее находятся списки талантливых учеников Евнея Арстановича. Среди них 16 докторов и более 60 кандидатов наук — 49°48′51″ с. ш. 73°06′05″ в. д.HGЯO[11].
- Карагандинский государственный университет, где он был первым ректором, имя присвоено 16 августа 1991 года.
- Средняя общеобразовательная школа № 52 в Караганде носит имя академика Евнея Арстановича Букетова с 4 января 2000 года.

## Литературные труды
23 февраля 1953 года молодёжная газета «Ленинская смена» опубликовала его статью «О халтурном переводе и невзыскательных издателях». 29 марта 1953 года газета «Казахстанская правда» опубликовала статью, в которой он подверг критике перевод поэзии В. В. Маяковского на казахский язык. 6 апреля 1953 года газета «Правда» напечатала одобрительный отклик на эту статью. Затем были другие критические публикации.
Член Союза писателей СССР с 1971 года.
- Букетов, Е. А. Атан қомында туған адам. — Алматы: Жазушы, 1975. — 138 с.
- Букетов, Е. А. Грани творчества [очерки]. — Алма-Ата: Жазушы, 1977. — 124 с. — 50 000 экз.[12]
- Букетов, Е. А. Шесть писем другу. — Алма-Ата: Жалын, 1989. — 286 с. — 24 000 экз. — ISBN 5-610-00439-x.[13]
- Букетов, Е. А. Святое дело Чокана. — Караганда: Полиграфия, 1994. — 145 с. — ISBN 57667-3034-9.
- Букетов, Е. А. Алты хат. — Алматы: Жалын, 1996. — 272 с. — ISBN 561000733X.
- Букетов, Е. А. Жас Қаныш. — Алматы: Қазақстан, 1999. — 192 с. — ISBN 5-7667-5714-X.
- Букетов, Е. А. Көкейкесті. Сокровенное. — Алматы: Қазақстан, 2000. — 432 с. — ISBN 5-7667-5731-X.
- Букетов, Е. А. Детские годы Каныша. — Караганда, 2001. — 196 с. — ISBN 9965438714.
- Букетов, Е. А. Көкейкесті. — Қарағанды: Арко, 2002. — 406 с. — ISBN 996561315X.
- Букетов, Е. А. Сочинения. — Алматы: ТОО "Қазақстан", 2013. — 404 с. — ISBN 978-99-65-10-116-8.

Перевел на казахский язык повесть «Артемка» И. Василенко, «Рассказы и статьи» Э. Золя, роман «Под игом» И. Вазова, пьесы «Макбет», «Юлий Цезарь» У. Шекспира и «Клоп» В. В. Маяковского.
В 2005—2007 годах вышло собрание сочинений в 6 томах.
- Букетов, Е. А. Собрание сочинений [Текст] = Шығармалар жинағы. — Караганда: Изд-во КарГУ, 2005. — Т. 1. — 444 с. — ISBN 9965-442-01-0.
- Букетов, Е. А. Собрание сочинений [Текст] = Шығармалар жинағы. — Караганда: Изд-во КарГУ, 2005. — Т. 2. — 534 с. — ISBN 9965-442-36-3.
- Букетов, Е. А. Собрание сочинений [Текст] = Шығармалар жинағы. — Караганда: Изд-во КарГУ, 2006. — Т. 3. — 327 с. — ISBN 9965-442-45-2.
- Букетов, Е. А. Собрание сочинений [Текст] = Шығармалар жинағы. — Караганда: Изд-во КарГУ, 2005. — Т. 4. — 433 с. — ISBN 9965-442-05-3.
- Букетов, Е. А. Собрание сочинений [Текст] = Шығармалар жинағы. — Караганда: Изд-во КарГУ, 2007. — Т. 5 кн. 1. — 396 с. — ISBN 9965-442-66-5.
- Букетов, Е. А. Собрание сочинений [Текст] = Шығармалар жинағы. — Караганда: Изд-во КарГУ, 2007. — Т. 5 кн. 2. — 429 с. — ISBN 9965-442-03-7.
- Букетов, Е. А. Собрание сочинений [Текст] = Шығармалар жинағы. — Караганда: Изд-во КарГУ, 2006. — Т. 6 кн. 1. — 423 с. — ISBN 9965-442-63-0.
- Букетов, Е. А. Собрание сочинений [Текст] = Шығармалар жинағы. — Караганда: Изд-во КарГУ, 2006. — Т. 6 кн. 2. — 383 с. — ISBN 9965-442-65-7.

## Научные труды
Разрабатывал физико-химические основы новых процессов в цветной металлургии. Исследовал химию и технологию селена и теллура, возможности совершенствования способов извлечения молибдена и рения, комплексной переработки марганцевых руд. Е. А. Букетов лично и в соавторстве со своими учениками опубликовал более 240 научных статей и тезисов, 9 монографий, 2 учебных пособия, получил около 100 авторских свидетельств СССР и более 15 патентов США, Канады, Австралии, Швеции и ФРГ.
- Вопросы геологии, горного дела и технологии переработки сырья Центрального Казахстана / Ред. коллегия Е.А. Букетов (отв. ред.) и др.. — Алма-Ата: Изд-во Акад. наук КазССР, 1963. — 286 с. — 1000 экз.[14]
- Букетов, Е. А. и Малышев, В.П. Извлечения селена и теллура из медеэлектролитных шламов. — Алма-Ата: Наука, 1969. — 206 с. — 1060 экз.[15]
- Букетов, Е. А. и др. Дегидрация гидроокисей металлов в щелочных растворах. Гидратир. окись меди. — Алма-Ата: Наука, 1971. — 163 с. — 1300 экз.[16]
- Букетов, Е. А. и Малышев, В.П. Технологические процессы шахтного обжига в цветной металлургии. — Алма-Ата: Наука, 1973. — 351 с. — 1000 экз.[17]
- Экспериментальные исследования по химии и биологии / Ред. коллегия Е.А. Букетов (отв. ред.) и др.. — Караганда: Караганд. ун-т, 1974. — 287 с. — 550 экз.[18]
- Букетов, Е. А. Гидрохимическое окисление халькогенов и халькогенидов. — Алма-Ата: Наука, 1975. — 326 с. — 1000 экз.[19]
- Букетов, Е. А. Автоклавный щелочный способ переработки фосфорсодержащего сырья. — Алма-Ата: Наука, 1978. — 120 с. — 1000 экз.[20]
- Букетов, Е. А. и др. Металлургическая переработка марганцевых руд Центрального Казахстана. — Алма-Ата: Наука, 1979. — 184 с. — 800 экз.[21]
- Букетов, Е. А. Современные формы выражения таблицы элементов Д. И. Менделеева. — Караганда: ВЦ Облстатуправления, 1982. — 114 с. — 300 экз.[22]
- Букетов, Е. А. и др. Халькогенидные электроды в потенциометрическом анализе. — Караганда: ВЦ Облстатуправления, 1982. — 65 с. — 200 экз.[23]
- Букетов, Е. А. Нефть,уголь и вода в химии и энергетике. — Караганда: Кн.изд-во, 1994. — 46 с. — ISBN 5-7667-3179-5.

## Семья
- Отец Арыстан Тумырзаулы (Бокет) (1884 — декабрь 1942), простудившись на охоте умер от двухсторонней пневмонии.
- Мать Умсын (Бальтай) Байжанкызы (1898—1962), родила четырнадцать детей. Евней был девятым. В живых остались Евней, Камзабай (род. 1928), Жартас, Шабдан, Еслямбек.
- Евней был женат дважды на Ундасыновой Зубайре Дюйсеновне, дочери брата Н. Д. Ундасынова[24]. и на Биттеевой (Душимовой) Алме Бекжановне, имеет четырех детей: дочери от брака с Алмой Биттеевой — Букетова Аксулу Евнеевна, доктор технических наук, Букетова Даляпраз Евнеевна, доктор бизнес администрирования; и приемные сыновья в браке с Зубайрой Ундасыновой: Букетов Мажит Евнеевич, Букетов Рашид Евнеевич (1966 — 1993). От дочери Букетовой Аксулу Евнеевны есть два внука: Базарбаев Адиль Нурланович и Базарбаев Ахан Нурланович. От сына Букетова Мажита Евнеевича есть две внучки: Букетова Альмира Мажитовна, Букетова Динара Мажитовна.